# Kate Brown

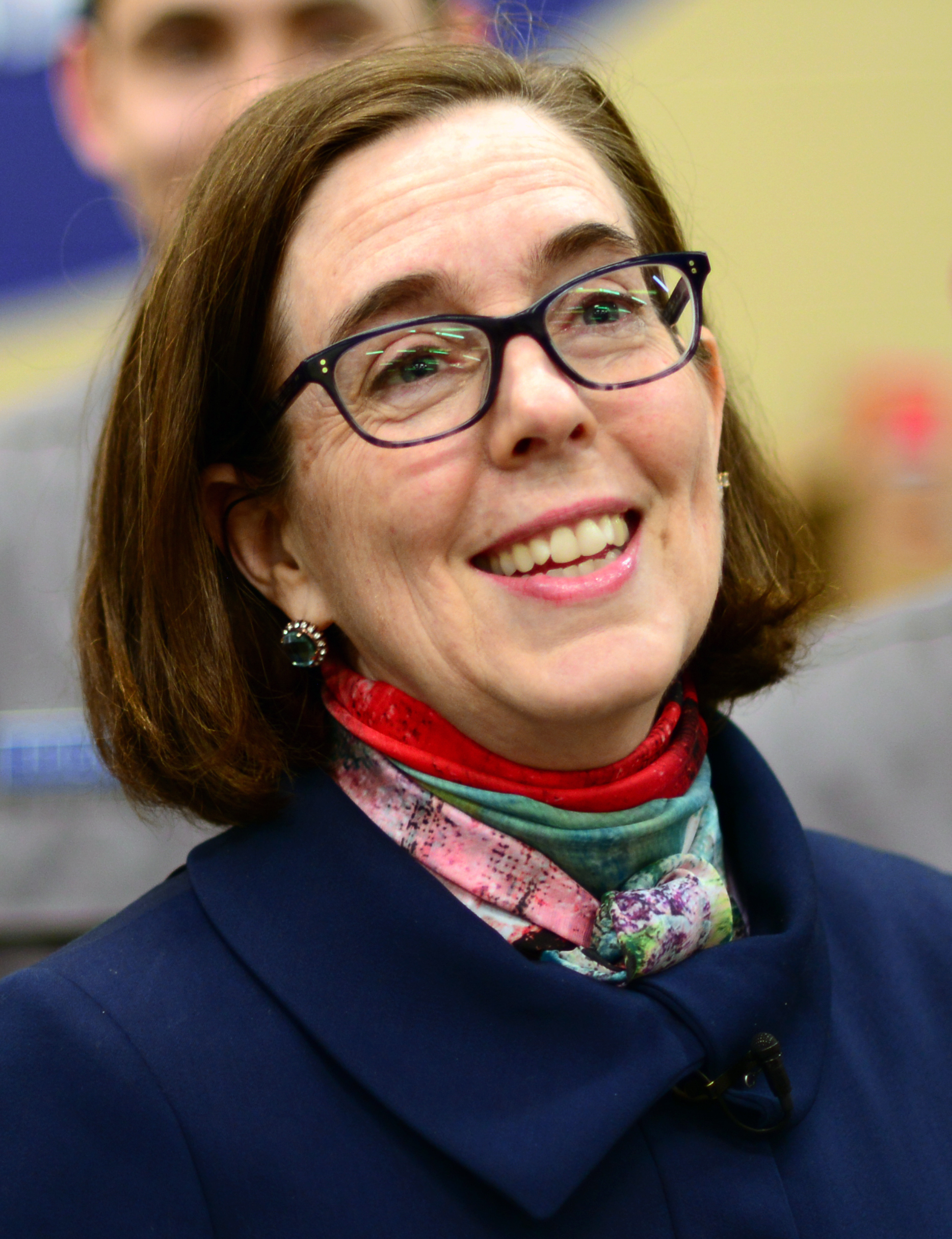
Kate Brown (2017)

Katherine „Kate“ Brown (* 21. Juni 1960 in Madrid, Spanien) ist eine US-amerikanische Politikerin der Demokratischen Partei, die vom 18. Februar 2015 bis 9. Januar 2023 das Amt der Gouverneurin des Bundesstaates Oregon innehatte. Zuvor übte sie das Amt der Staatsministerin (Secretary of State) aus und gehörte beiden Kammern der bundesstaatlichen Legislative an. Da Brown als Staatsministerin auch Stellvertreterin des Gouverneurs war, übernahm sie nach dem Rücktritt von Gouverneur John Kitzhaber die Amtsgeschäfte als Regierungschefin Oregons.

## Frühere Jahre und politischer Aufstieg
Kate Brown wurde am 21. Juni 1960 als Tochter eines in Spanien stationierten US-Soldaten geboren. Kurz nach ihrer Geburt zogen die republikanisch geprägten Browns in die USA zurück. Sie wuchs größtenteils in Minnesota auf; später lebte sie in Colorado. An der University of Colorado machte sie zunächst den Bachelor of Arts und erhielt in Oregon einen Abschluss in Rechtswissenschaften. Dort lag ihr Schwerpunkt auf Umweltrecht. Danach arbeitete Brown eine Zeitlang als Juristin; unter anderem engagierte sie sich bei gemeinnützigen Organisationen. Parallel trat sie in die Demokratische Partei ein.
Im Jahr 1991 wurde Brown durch die Führung der Demokratischen Parteiorganisation von Oregon zur Abgeordneten im Repräsentantenhaus des Bundesstaates bestimmt, nachdem dort eine Vakanz aufgetreten war. Als Abgeordnete wurde sie 1992 und 1994 wiedergewählt. 1996 bewarb sie sich erfolgreich um ein Mandat im Senat von Oregon. In den Jahren 2000 und 2004 wurde sie von den Wählern bestätigt. Als erste Frau wurde sie 2004 auch zur Fraktionsvorsitzenden ihrer Partei gewählt. Im Juli 2007 erklärte Brown, im folgenden Jahr nicht mehr für den Staatssenat zu kandidieren, sondern das Amt der Staatsministerin (Secretary of State) anzustreben, ein Amt, das in Oregon durch eine staatsweite Direktwahl im Turnus von vier Jahren besetzt wird. Nach ihrem Sieg bei den parteiinternen Vorwahlen im Mai 2008 setzte sie sich auch im November des Jahres gegen den Republikaner Rick Dance mit 51 gegen 46 % der Stimmen durch. Daraufhin trat sie im Januar 2009 das Amt der Staatsministerin an. Im November 2012 wurde Brown mit 51 gegen 43 % der Stimmen wiedergewählt, wobei sie den Republikaner Knute Buehler schlug. Im Amt erregte sie wenig Aufsehen; ihr Stil wird als umgänglich beschrieben: Sie könne zuhören und sei fähig zur Zusammenarbeit über Sachdifferenzen hinweg.

## Gouverneurin von Oregon

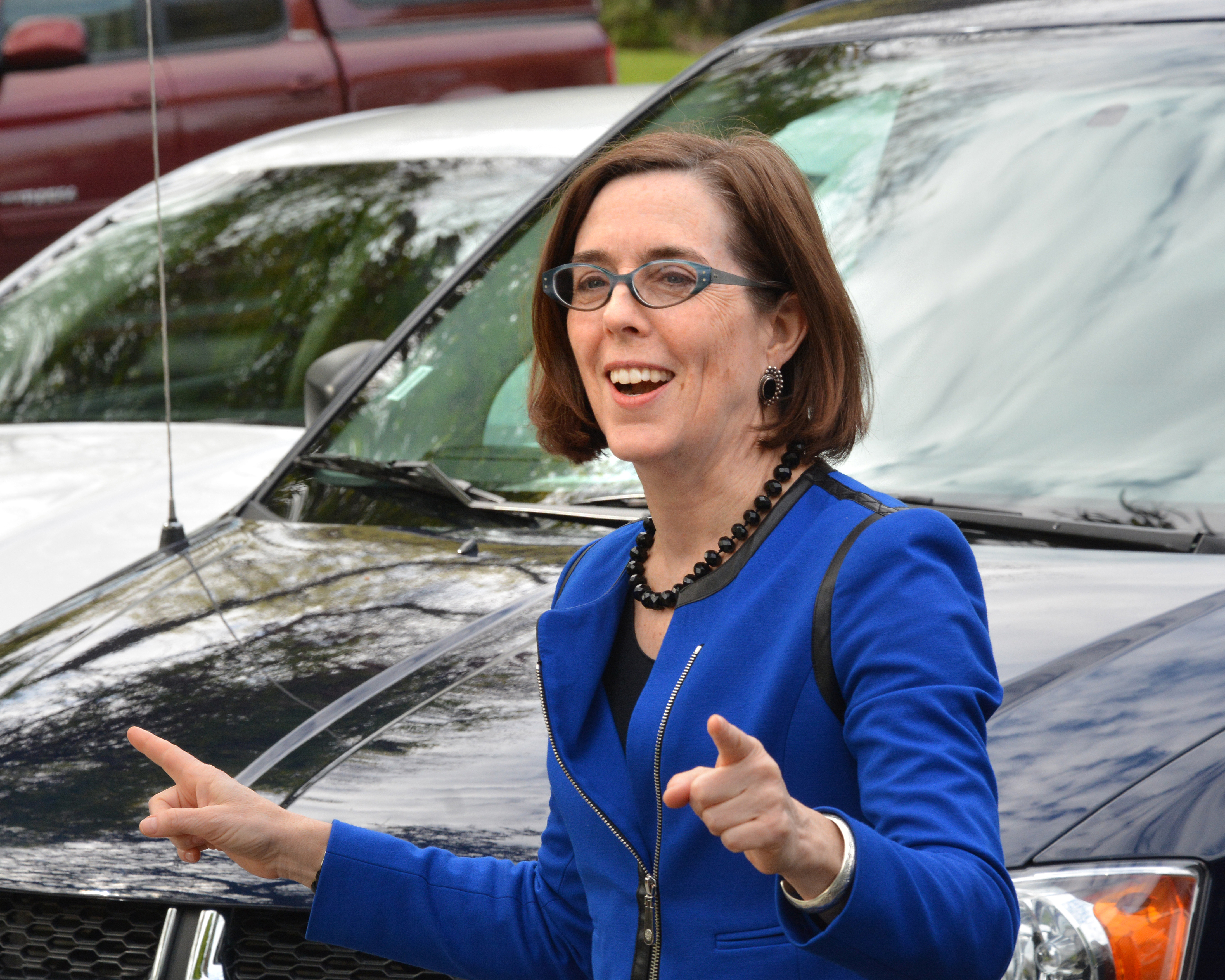
Gouverneurin Brown bei einem öffentlichen Auftritt im April 2015

Am 13. Februar 2015 erklärte Gouverneur John Kitzhaber, mit Wirkung zum 18. Februar von seinem Amt zurückzutreten. Hintergrund war, dass gegen den erst drei Monate zuvor wiedergewählten Gouverneur und seine Lebensgefährtin Korruptionsvorwürfe erhoben worden waren und die Staatsanwaltschaft ein Strafverfahren eingeleitet hatte. Zuletzt hatten sich auch demokratische Parteifreunde von ihrem Gouverneur distanziert. Da Oregon zu den fünf US-Bundesstaaten ohne einen Vizegouverneur gehört, übernimmt der Staatsminister die Vertretung des Gouverneurs. Anders als in den meisten Bundesstaaten führte Brown jedoch nicht für den Rest der (vierjährigen) Amtszeit die Geschäfte führen, sondern nur bis zur Neuwahl im November 2016 (die Wahlperiode endet dann im Januar 2017). Parallel zur nächsten Präsidentschaftswahl fand dann eine Sonderwahl statt. Bei dieser Wahl sollte dann über den Gouverneur für die restlichen zwei Jahre der laufenden Amtsperiode entschieden werden. Davon unberührt blieb jedoch die nächste ordentliche Gouverneurswahl, die turnusgemäß im November 2018 stattfand. Ende 2015 erklärte Brown ihre Absicht, sich im November 2016 zur Wahl zu stellen. Am 8. November 2016 gewann Brown die Gouverneurswahlen in Oregon für die Beendigung der laufenden Amtszeit bis zum Januar 2019. Bei der turnusgemäßen Gouverneurswahl am 6. November 2018 siegte sie erneut, dieses Mal für eine komplette vierjährige Wahlperiode. Dabei kam es erneut zu einem Duell mit Knute Buehler, den sie bereits 2012 bei der Wahl zum Secretary of State besiegte.
Kate Brown wurde daher nach Kitzhabers Rücktritt am 18. Februar 2015 als neue Gouverneurin vereidigt. Sie ist die zweite Frau im höchsten Amt des Bundesstaates. Nach ihrem Amtsantritt als Gouverneurin fiel ihr auch die Ernennung eines neuen Staatsministers zu, da eine unmittelbare Nachwahl rechtlich nicht vorgesehen ist. Dieser Posten wurde dann kommissarisch mit Robert Taylor besetzt. Sie wurde im Jahr 2016 gewählt und 2018 wiedergewählt.
In beiden Kammern der State Legislature kann sie sich auf eine demokratische Mehrheit stützen.
Wenige Tage nach ihrer Amtsübernahme kündigte Brown an, die Todesstrafe in Oregon weiterhin vollständig aussetzen zu wollen. Bereits ihr Vorgänger John Kitzhaber hatte 2011 sämtliche ausgesprochene Todesurteile in lebenslange Gefängnisstrafen umgewandelt. Die neue Gouverneurin erklärte, längerfristig die Todesstrafe gesetzlich abschaffen zu wollen. Außerdem will sie sich für eine Anhebung des Mindestlohns und für Verwaltungstransparenz sowie leichteren Zugang zu Verwaltungsdokumenten einsetzen.
Am 16. März 2015 unterzeichnete sie ein neues Wahlrechtsgesetz für Oregon, wonach die Wählerregistrierung automatisch anhand von Führerscheindaten erfolgen soll. Die Gesetzesvorlage war bereits 2013 in die Legislative eingebracht worden und wurde von Brown seither unterstützt. Während eine Reihe von republikanischen Politikern Bedenken beim Datenschutz äußerten, bezeichneten die Demokraten die neue Rechtslage als wegweisend, um die Ausübung des Wahlrechts zu vereinfachen.

## Privatleben
Kate Brown ist verheiratet und hat mit ihrem Mann Dan Little zwei Adoptivkinder aus einer früheren Beziehung Littles. Sie machte ihre Bisexualität 2008 als erste Inhaberin eines Regierungsamtes in einem US-Bundesstaat öffentlich. LGBT-Aktivisten erhoffen sich durch sie eine gesetzliche Stärkung ihrer Bürgerrechte, da sie erklärte, dieses Thema verstärkt in den Fokus ihrer Politik rücken zu wollen.